# Éléonore Loiselle
Pour les articles homonymes, voir Loiselle.
Éléonore Loiselle, née le 27 février 2001 à Laval, est une actrice québécoise. Elle se fait connaître par son premier rôle au cinéma, Océane Beauregard, dans le film Dérive de David Uloth et par son rôle d'Astrid Voyer dans la série télévisée L'Échappée sur la chaîne TVA.
En 2021, elle reçoit le Prix de la meilleure actrice au Festival international du film de Karlovy Vary pour son rôle d'une soldate dans le film Guerres (en) et une nomination au Prix Iris de la  meilleure actrice de soutien pour son rôle de Marie-Ève dans La Déesse des mouches à feu lors du 23e gala Québec Cinéma 2021. : Prix Iris de la  meilleure actrice de soutien pour son rôle de Marie-Ève dans La Déesse des mouches à feu

## Biographie
Né le 27 février 2001 à Laval, d'un père informaticien originaire de Sainte-Foy et d'une mère éducatrice en garderie originaire du sud de la France, elle grandit dans le quartier Côte-des-Neiges de Montréal. Élevée par des parents cinéphiles, elle se passionne pour le cinéma et le théâtre dès son plus jeune âge. En 2016, à l'âge de 15 ans, elle décroche un premier rôle dans le film Dérive de David Uloth. Tourné en novembre et décembre 2016, le film sortira en septembre 2016. En 2017, elle est recrutée pour son premier rôle au théâtre dans l'adaptation théâtrale du roman de Geneviève Pettersen, La Déesse des mouches à feu, première création du Théâtre PàP, mise en scène par Patrice Dubois et Alix Dufresne et présentée au Théâtre de Quat'Sous en mars 2018.

## Filmographie

### Télévision
- 2018 - 2020 : File d'attente de Martin Talbot et Réal Bossé : Laurie-Lou Charland
- 2019 - : L'Échappée de Myriam Bouchard, François Bégin et Yan England : Astrid Voyer
- 2020 : Cerebrum de Richard Blaimert, Guy Édoin et Catherine Therrien : Nina Charbonneau
- 2020 : Meilleur avant de Maxime Robin et Laura Bergeron : Mélanie-Anne
- 2022 : Le Monde de Gabrielle Roy : Bernadette Roy, sœur de Gabrielle
- 2023 : Désobéir : Le Choix de Chantale Daigle d'Alexis Durand-Brault : Chantale Daigle

### Cinéma
- 2018 : Dérive de David Uloth : Océane Beauregard
- 2021 : Guerres (en) de Nicolas Roy : soldate
- 2021 : Hygiène sociale de Denis Côté : Aurore
- 2021 : La Déesse des mouches à feu d'Anaïs Barbeau-Lavalette : Marie-Ève
- 2022 : Falcon Lake de Charlotte Le Bon : Maude

## Théâtre
- 2018 : La Déesse des mouches à feu adaptation du roman éponyme de Geneviève Pettersen, mise en scène de Patrice Dubois et Alix Dufresne, Théâtre PàP, Théâtre de Quat'Sous[3] : rôles multiples
- 2020 : Ceux qui se sont évaporés de Rébecca Déraspe, mise en scène de Sylvain Bélanger, Centre du Théâtre d'Aujourd'hui[4] : Nina
- 2021 - : J'ai jamais… (The Kissing Game) de Rhiannon Collett, traduction de Pénélope Bourque, mise en scène originale de Michel Lefebvre, adaptation et mise en scène de Véa, production du Youtheatre, Maison Théâtre[5],[6] : Sam
- 2023 : Les Glaces de Rébecca Déraspe, mise en scène de Maryse Lapierre, Théâtre de la Manufacture, Théâtre de la Bordée[7],[8] : Jeanne

## Distinctions

### Récompenses
- Festival international du film de Karlovy Vary 2021 : Prix de la meilleure actrice pour son rôle dans Guerres (en)

### Nominations
- Gala Québec Cinéma 2021 : Prix Iris de la  meilleure actrice de soutien pour son rôle de Marie-Ève dans La Déesse des mouches à feu